# Die fidele Tankstelle
Die fidele Tankstelle ist ein deutscher Filmschwank aus dem Jahre 1950 von Ferdinand Dörfler mit Joe Stöckel und Beppo Brem in den Hauptrollen.

## Handlung
Der Ur-Bayer Alois Hinterholzer ist ein rechtes Schlitzohr. Der Wirt vom „Weißen Lamm“ hat eine Tankstelle erworben, eine todsichere Investition in der jungen Bundesrepublik, im Zeitalter rasant zunehmender Motorisierung – denkt er. Außerdem ist er sich sicher, dass diese Zapfstation auch sein Gastwirtsgeschäft ankurbeln wird, denn wer sein Auto füttert, der wird sicherlich auch selbst Hunger bekommen. In Erwartung rasant steigender Umsätze lässt Alois seinen Knecht Jakob schnell zum Tankwart umschulen, und der derbe Dorfschmied Wastl rüstet in der Hoffnung auf zahlreiche Fahrzeugkunden mit Motorproblemen seine Schmiede in eine Reparaturwerkstatt um. Doch die Theorie zerschellt rasch an der Realität: Bereits am ersten Tag, dem der Eröffnung, lässt sich kein einziger Autofahrer blicken. Als wenigstens ein voll besetzter Reisebus anhält, um Kühlwasser nachzufüllen, entfernt der listige Hinterholzer kurzerhand den Verteilerfinger am Bus und leitet die nunmehr hier gestrandete Reisegesellschaft umgehend in sein Wirtshaus. Währenddessen werkelt Schmied Wastl am Bus herum, um den angeblichen Defekt am Motor zu beheben.
Doch plötzlich läuft alles aus dem Ruder, denn die Berliner Busreisenden sind auch nicht gerade auf den Kopf gefallen. Es kommt zum „Clash der Kulturen“ als der bauernschlaue Hinterholzer auf den polternden Busfirmenbesitzer Gustav Krause, einen bullig-bärbeißigen Urpreußen, trifft, der mit ruppigem Spott gern einmal über die angeblichen, bajuwarischen Hinterwäldler („Sepplorgien und jeballtes Brauchtum“) ablästert. Auch der schwäbische Busfahrer, zwei rheinische Frohnaturen, ein Hesse und ein sächselnder „Ossi“ sorgen dafür, dass man sich bald nicht nur verbal in den Haaren liegt. Erst zum Ende hin kann im letzten Moment eine innerdeutsche Mentalitätskatastrophe abgewendet werden, als es dann doch noch ein Happy End gibt: Christl Hinterholzer hat sich nämlich in Busbesitzersohn Hans Krause verguckt, und so kommt es schließlich doch noch zu dem kaum mehr für möglich gehaltenen Friedensschluss zwischen Preußen und Bayern.

## Produktionsnotizen
Die fidele Tankstelle entstand Mitte 1950 im Filmatelier München-Geiselgasteig sowie in Oberau / Berchtesgaden. Die Uraufführung erfolgte am 4. Dezember 1950 im Münchner Lenbach-Kino, die Berliner Premiere war am 18. Dezember desselben Jahres
Produzent Richard König hatte auch die Produktionsleitung. Max Mellin und Rolf Zehetbauer gestalteten die Filmbauten, Hermann Kugelstadt war Regieassistent.

## Wissenswertes
Die Hauptdarsteller Stöckel und Brem wurden als Vertreter des Ur-Bayertums in den Jahren 1956 und 1957 gemeinsam für mehrere Zwei Bayern …-Lustspiele vor die Kamera geholt.

## Kritik
Im Lexikon des Internationalen Films urteilte knapp: „Bescheidenes Nachkriegs-Lustspiel.“